# Gare centrale d’Ostrava
La gare centrale d’Ostrava (anciennement Ostrau-Witkowitz / Ostrava-Vítkovice)  (en  Tchèque Ostrava střed) est une gare ferroviaire . La gare est située sur la ligne ferroviaire Ostrava - Valašské Mezi?í?í, à partir de laquelle la ligne de la Bá?ská dráha et la voie d'évitement vers la Vítkovické železáren bifurquent. La gare est située près du centre d'Ostrava. Elle est située à Ostrava, Tchéquie

## Situation ferroviaire
La gare centrale d’Ostrava est une gare de bifurcation : de la ligne d'Ostrava-Svinov à Český Těšín (cs) et la ligne d'Ostrava à Valašské Meziříčí (cs).

## Histoire
Le nom original de la gare d’Ostrava- Vítkovice résultait de l'emplacement entre Ostrava (Moravie) et Vítkovice. En 1869, les conseillers municipaux d'Ostrava et le maire de l'époque, Alois Anderka, ont soumis une proposition au ministère des Transports de Vienne pour la construction d'une gare, près des forges de Vítkovice, de la fosse Karolina et de la route impériale. La ville a offert un terrain gratuit pour la construction de la gare.
Le premier train passe par la gare en janvier 1871. La locomotive Atalanta I tire quatre voitures avec une planche d'essai. Le chauffeur est Petr Čihák de Baška. Lors de l'exploitation de la ligne en 1871, la construction du bâtiment de la gare commence également. Le bâtiment d'origine est un édifice en brique d'un étage avec une élévation à trois axes sur les deux côtés longitudinaux.Avec l'augmentation du trafic dans le transport de passagers, il était nécessaire d'agrandir la gare. Le bâtiment a été progressivement agrandi.
En 1892, des ailes à pans de bois sont ajoutées sur les pignons du bâtiment pour les salles d'attente (servant les ouvriers locaux) et pour des bureaux. Les ailes sont agrandies en 1903. Parallèlement, le vestibule est agrandi. La forme finale a été créée par l'architecte Franz Bobrowsky. Son projet de 1910 a conservé le bâtiment à étage central avec des ailes latérales. La façade du rez-de-chaussée était interrompue par une entrée principale segmentée couverte d'un auvent métallique. Plate-forme couverte avec piliers en fonte.
En 1987, le bâtiment de la gare est remis en état sans ménagement. Les fenêtres fendues d' origine sont remplacées par des fenêtres pleines, le plâtre structuré aux motifs d’art nouveau tardif est lissé, les boiseries à l'intérieur du vestibule sont supprimées comme les pavés d'origine. En 2003, une reconstruction indicative a été réalisée sous la direction de l’architecte Jaroslav Kotek et de Pavel Kratky. Les espaces intérieurs ont une palette de couleurs monochromes neutres, complétée par des boiseries et un nouveau pavage.

## Service des voyageurs

### Accueil
Les services suivants sont proposés aux passagers à la gare : caisse nationale (ČD), émission InKaret (ČD), salle d'attente des passagers, consigne à bagages, local à vélos, toilettes accessibles aux personnes à mobilité réduite, restauration rapide, restaurant, parking public.

### Desserte
Ostrava est desservie par les trains de la ligne S6 (Ostrava – Frýdek-Místek – Frenštát pod Radhoštěm – Valašské Meziříčí) aux heures de pointe en semaine toutes les 30 minutes, aux heures creuses et le week-end principalement à intervalles horaires. De plus, la gare est desservie par les trains de la ligne R61 (Český Těšín – Havířov – Ostrava – Opava východ) toutes les heures (aux intervalles de deux heures le week-end) et les trains de la ligne R27 (Olomouc hl.n. – Bruntál – Krnov – Ostrava) dans un intervalle de deux heures. Les trains sont intégrés au système ODIS, la gare est située dans la zone tarifaire numéro 77.

Installations et desserte
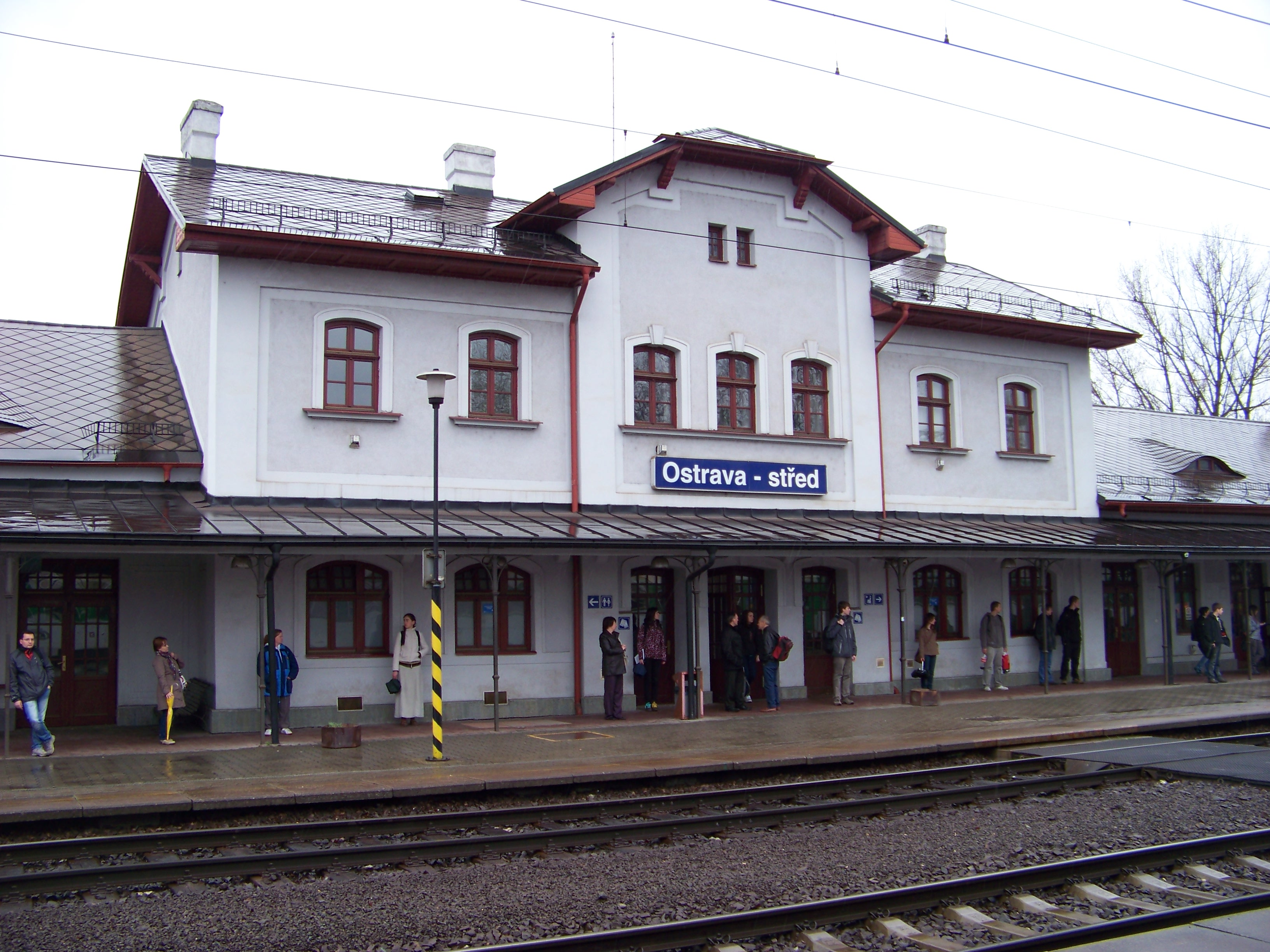
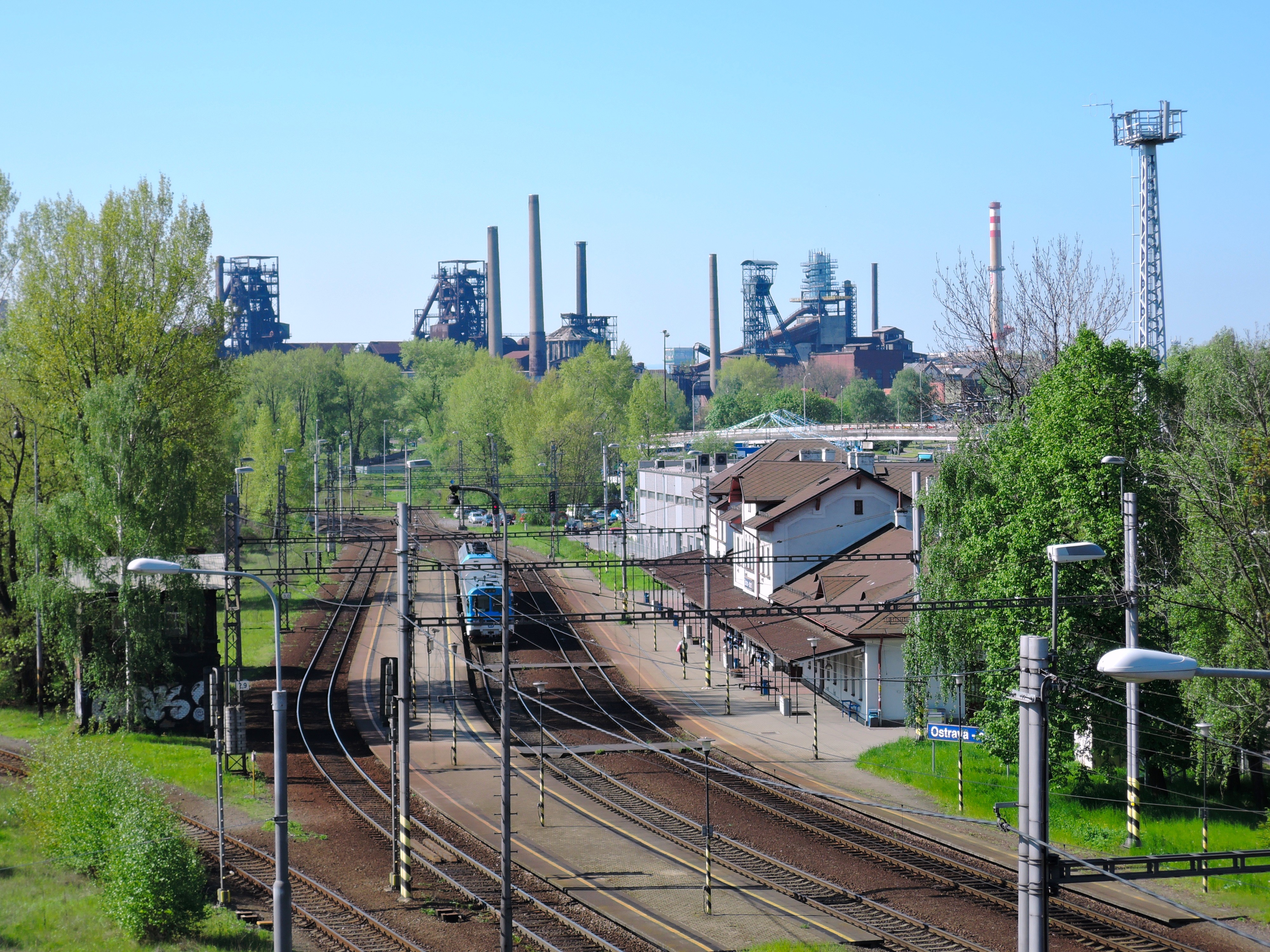
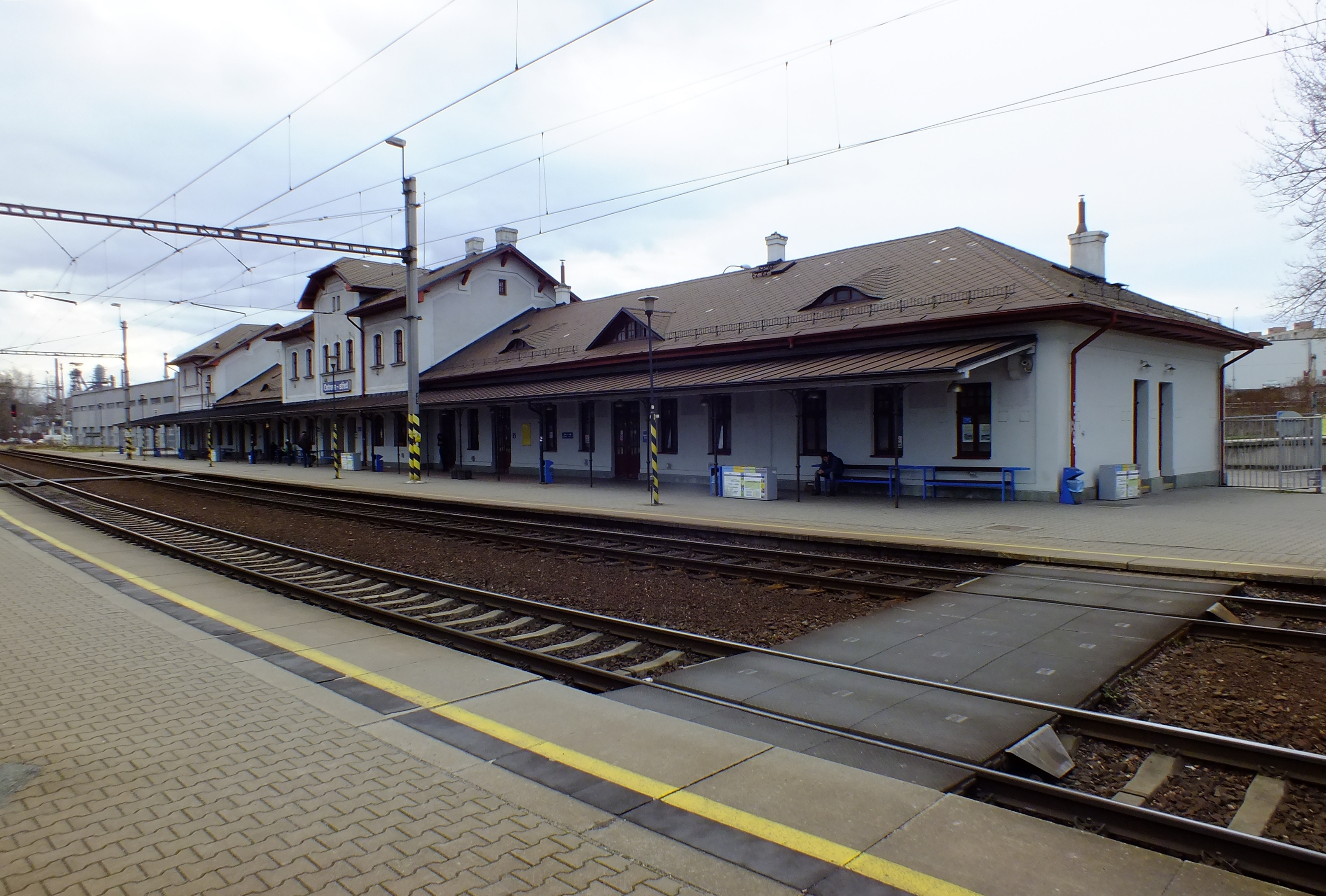

## Patrimoine ferroviaire
Le bâtiment d'expédition de la gare central d'Ostrava et le poste d'aiguillage adjacent ont été déclarés monuments culturels le 19 février 2003. Le poste d'aiguillage fait partie d'un trio original de bâtiments similaires en maçonnerie de briques ouvertes avec un plancher à colombages et un escalier d'accès extérieur. Le bâtiment conservé est une réalisation du projet type no 1774 de 1905.
Le musée du chemin de fer morave-silésien est situé dans l'ancien bâtiment d'expédition.